# 2NE1
2NE1 (кор. 투애니원, tuaeniwon, t'uaeniwŏn; произн. «To Anyone» /tuː 'ænɪwʌn/ или «Twenty-one» /'twɛntɪ wʌn/) — южнокорейская хип-хоп/поп-группа, созданная агентством YG Entertainment 6 мая 2009 года с дебютным синглом "Fire". Название группы — акроним от «New Evolution of the 21st Century», что означает — «Новая эволюция 21-го века». В состав входили четыре девушки: Пак Бом, Пак Сандара, CL и Минджи.
5 апреля 2016 года YG Entertainment объявили об уходе Минджи из группы и самого агентства. 25 ноября 2016 года, было объявлено, что контракт коллектива с лейблом закончился в мае 2016 года и девушки решили не продолжать в качестве трио, а окончательно разойтись.
Официальный фан-клуб 2NE1 носил название «Блэкджек» (BlackJack).

## Карьера

### 2004−09: Предебют
Впервые 2NE1 упомянули в корейской прессе в 2004 году. Тогда в YG Entertainment на стажировке ещё находились Бохён из Spica и Линзи из Fiestar, которые также должны были попасть в финальный состав будущего коллектива, но были исключены. В начале 2009 года компания формально объявила о запуске новой женской группы, а дата дебюта была назначена приблизительно на май того же года. Агентство также рассказало, что участницы стажировались на протяжении четырёх лет, и что их дебютный альбом будет содержать песни, написанные и спродюсированные бывшим лидером популярной хип-хоп группы 90-х 1TYM Тедди Паком.
Первоначальное название группы — «21», но после обнаружения исполнителя с таким же именем коллектив быстро переименовали в «2NE1» (комбинация фраз «21st Century» и «New Evolution», то есть «Новая эволюция 21 века»). В английском языке существует 2 варианта произношения названия: «To Anyone» и «Twenty One».

### 2009−10: Дебют с мини-альбомом2NE1и ToAnyone
27 марта 2009 года был выпущен цифровой сингл «Lollipop» специально для рекламы новой серии телефонов LG. Видеоклип был выпущен днём позже. Промоушен песни не проводился.
6 мая был выпущен дебютный сингл «Fire». Он был написан и спродюсирован Тедди Паком; трек содержал в себе элементы хип-хопа и рэгги. Было выпущено две версии видеоклипа — «уличная» и «космическая», просмотры за первые сутки составили более миллиона. 17 мая состоялось первое выступление на Inkigayo. Стартовало шоу 2NE1TV, где были показаны моменты промоушена. Дебютный сингл и сама группа стали очень популярными по запросам в Интернете. На премии Cyworld Digital Awards они одержали победу в трёх номинациях: «Lollipop» и «Fire» стали «Песней месяца», а 2NE1 «Лучшим новичком» мая. 14 июня они одержали первую победу на Inkigayo, неделей позже выиграли там же. В том же месяце был заключен контракт с брендом Fila, и девушки стали моделями их новой кампании.

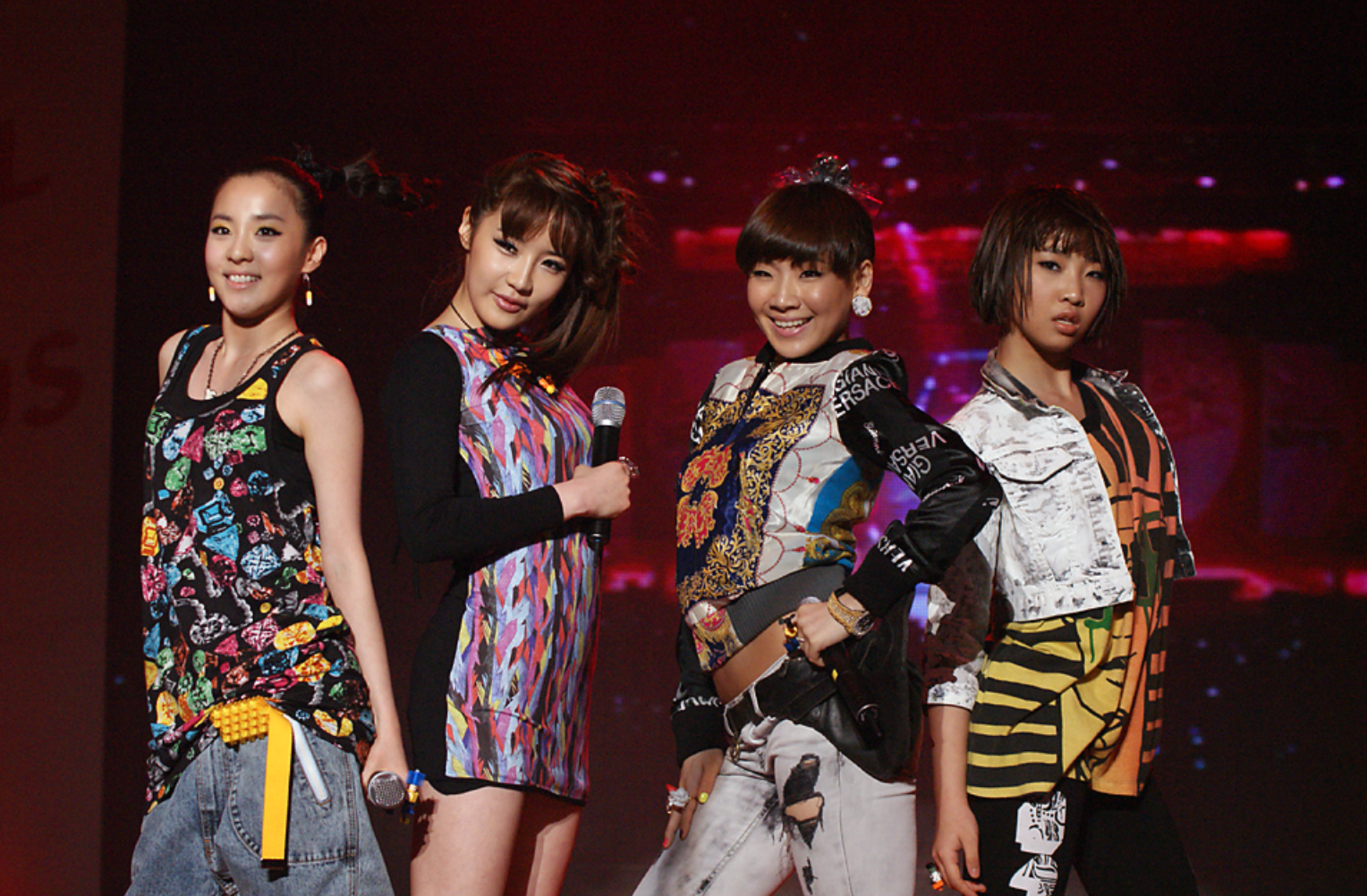
2NE1 в июне 2009 г.

1 июля состоялся релиз второго сингла «I Don’t Care» вместе с мини-альбомом 2NE1. Промоушен нового материала был официально объявлен в том же месяце. Директор YG Ян Хён Сок сказал, что группа примерит на себя более мягкие и женственные образы, что станет контрастом к «Fire». Вскоре песня стала самой скачиваемой за июль.
В августе коллектив не проводил групповую деятельность, и каждая участница занялась выпуском сольного материала. 2NE1 стали одними из представителей Кореи на фестивале Asia Song Festival, где выиграли номинацию «Лучшие азиатские новички». В сентябре на Inkigayo промоушен был завершён выступлением с рэгги-версией сингла. Из-за популярности данная версия была выпущена 3 сентября как их следующий цифровой сингл.
В конце года группа победила во многих номинациях на различных музыкальных премиях, включая «Песню Года» на Mnet Asian Music Awards. За полгода было продано свыше 100 тысяч копий их дебютного альбома.
9 февраля 2010 года был выпущен цифровой сингл «Follow Me», использовавшийся для рекламы Samsung Corby Folder. Летом 2NE1 ездили в Лондон и Лос-Анджелес, где работали с Will.i.am для своего американского дебюта. Было записано 10 новых композиций.

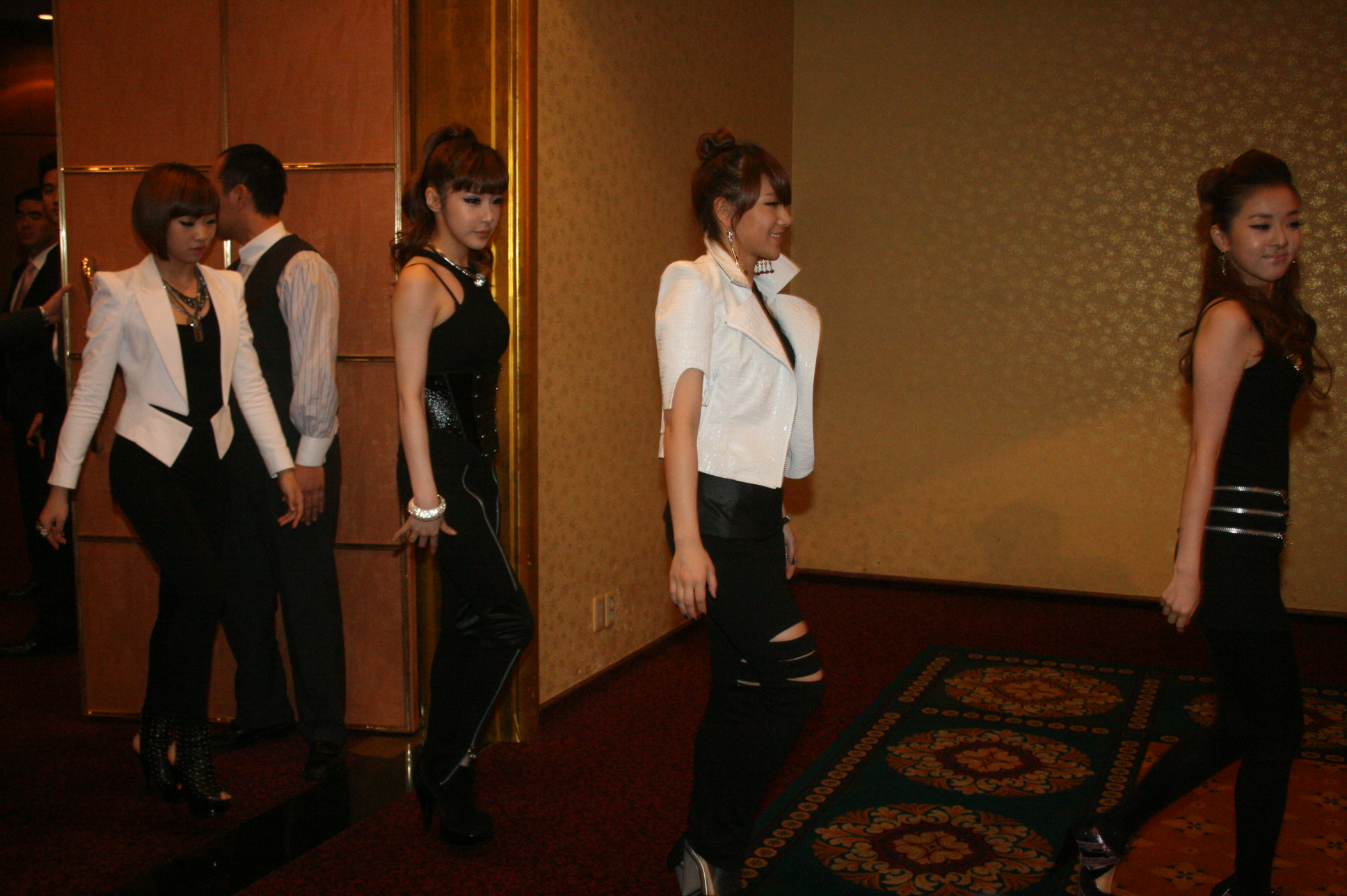
2NE1 на Азиатском фестивале песни в 2009 году

9 сентября состоялся релиз первого студийного альбома To Anyone, который дебютировал на 7 месте в Billboard World Album Chart. Предзаказ составил более 120 тысяч копий. Для промоушена было задействовано три главных сингла — «Clap Your Hands», «Go Away» и «Can’t Nobody». В день камбэка они одержали победу на M! Countdown с «Clap Your Hands», а на следующий день победили на Music Bank с «Go Away», неделей позже выиграли на Inkigayo. За период продвижения было одержано 11 побед на различных музыкальных программах. Группа также впервые посетила развлекательное шоу Win Win и снимала новый сезон 2NE1TV. 31 октября был выпущен сингл «It Hurts (Slow)», выступление состоялось на Inkigayo. 1 ноября вышел видеоклип, использовавший тему Хэллоуина. 26 ноября состоялся релиз песни «Don’t Stop the Music», ставшей подарком для тайских фанатов, а также рекламой для Yamaha Fiorce.
На премии Mnet Asian Music Awards они одержали победы в номинациях «Артист Года» и «Альбом Года», что сделало их единственными артистами, которые победили в трёх главных категориях на одной церемонии.

### 2011−12: Второй мини-альбом2NE1и японский дебют сCollection

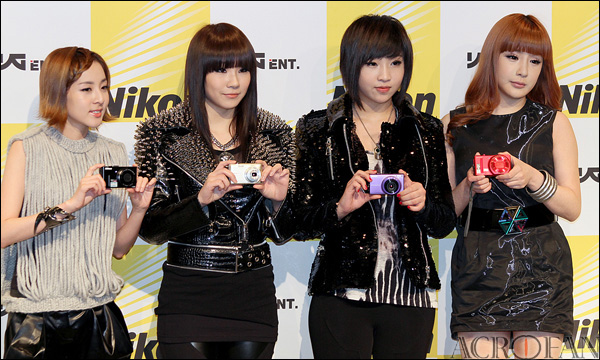
2NE1 в марте 2011 г.

19 января 2011 года была выпущена английская версия сингла «Can’t Nobody» в Японии в качестве рингтона. 2 февраля в японском iTunes стало доступно музыкальное видео. 22 февраля Avex объявил, что 9 марта будет выпущен дебютный японский сингл «Go Away» в виде рингтона, ранее использовавшийся как промосингл в Корее. Позже стало известно, что песня также станет темой для японского шоу Mezamashi TV. 16 марта был выпущен их дебютный японский альбом 2NE1, но промоушена не проводилось из-за землетрясения в Токио. Группа приняла участие в проекте Naver «Pray for Japan» вместе с другими корейскими знаменитостями, чтобы помочь жертвам катастрофы.
18 апреля 2NE1 рассказали о планах по поводу своего корейского камбэка с одноимённым мини-альбомом 2NE1, который может выйти в «мае или июне». Второй сольный сингл Пак Бом «Don’t Cry» был выпущен 21 апреля. После завершения промоушена с акустической версией песни на YG on Air, группа объявила о релизе песни «Lonely» 12 мая. Видео со съёмок было показано во втором эпизоде YG on Air, а премьера самого клипа состоялась 12 мая на YouTube. Сингл имел успех, заняв 1 место в Gaon Singles Chart. Клип за четыре дня собрал более 4 миллионов просмотров. В полночь 24 июня была выпущена песня «I Am the Best», спродюсированная Тедди Паком. Она дебютировала с 4 строчки Gaon, но через неделю оказалась на первом месте; впоследствии стала одним из четырёх самых скачиваемых синглов Кореи 2011 года. На Mnet Asian Music Awards хит победил в номинации «Песня Года». 21 июля был выпущен анимационный видеоклип «Hate You», который стал очередным успешным релизом группы. 28 июля был выпущен финальный промосингл «Ugly» и клип на него. Альбом добился колоссального успеха, в сентябре 2012 года продажи преодолели порог в 100 тысяч копий. Промоушен был завершён в конце августа. С 26 по 28 августа 2NE1 провели серию концертов в Olympic Hall в Сеуле.
После завершения промоушена для корейского мини-альбома, 2NE1 официально дебютировали в Японии в сентябре. Они выпустили японскую версию своего последнего релиза, названную Nolza. За лето были выпущены различные синглы для промо, включая японские версии «I Am the Best», «Hate You» и «Lonely». Nolza занял 4 место в чарте Oricon. С 19 сентября стартовал дебютный японский тур 2NE1 First Japan Tour — NOLZA. 18 ноября была выпущена японская версия «Go Away» в качестве первого официального японского сингла.
В октябре MTV Iggy проводили международное голосование, в котором 10 групп со всего мира боролись за звание «Лучшая новая группа». С песней «I Am the Best» они одержали победу, заработав свою первую американскую награду. В декабре они выступили на Таймс-сквер. В конце года они также были номинированы на Japan Record Award в категории «Лучший новый артист», но проиграли женской японской группы Fairies.

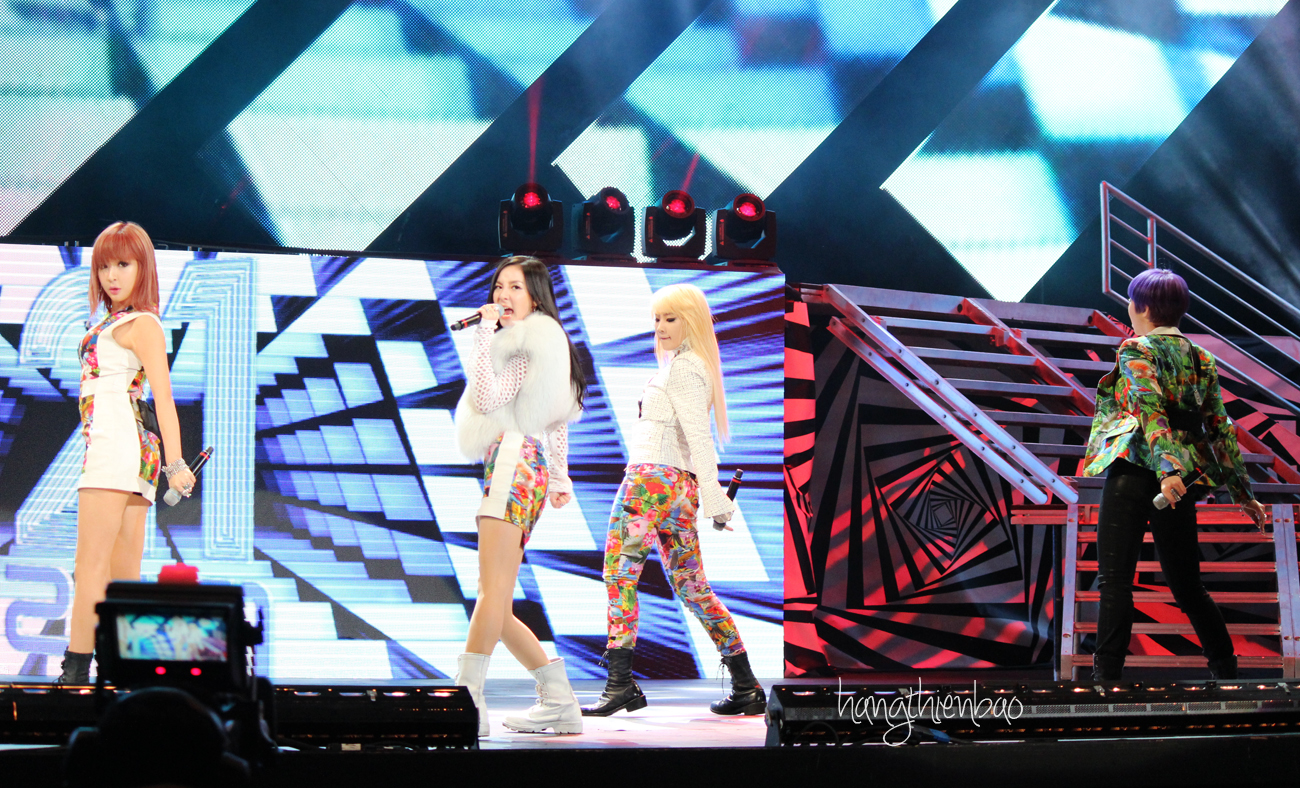
2ne1 выступают в Калифорнии в ноябре 2012 года.

28 марта 2012 года был выпущен первый студийный японский альбом Collection вместе со вторым японским синглом «Scream». Альбом включал в себя японские версии хитов «Fire», «Love is Ouch» и «I Don’t Care», а также кавер на песню Мадонны «Like a Virgin». Было выпущено несколько версий пластинки, включающих в себя DVD с корейскими и японскими видеоклипами. Всего в Японии было продано свыше 40 тысяч копий.
Вместе с Big Bang они были приглашены на Springroove Festival в Японии наряду с американскими и японскими хип-хоп артистами. Годом ранее 2NE1 и GD&TOP также были приглашены, но из-за цунами и землетрясения мероприятие отменили. 2NE1 также объединились с японской хип-хоп группой M-Flo для песни «She’s So (Outta Control)», которая потом вошла в шестой альбом M-Flo Square One. Японское продвижение продолжилось на премии MTV Video Music Awards Japan, где они одержали победу в номинации «Лучшее видео нового артиста» за «I Am the Best». 6 июня состоялся релиз промосингла «Be Mine» для проекта Intel Make Thumb Noise.
5 июля состоялся корейский камбэк с синглом «I Love You». Песня получила позитивные отзывы от музыкальных критиков. 28 июля стартовал тур New Evolution World Tour.
В декабре 2NE1 и Big Bang попали в список «Лучший групповой стиль 2012» от MTV Style.

### 2013−14: Сингловые релизы,CrushиAll or Nothing World Tour
В декабре 2012 года Ян Хён Сок поделился информацией по поводу нового материала и промоушена 2NE1, рассчитанного на первую половину 2013 года. Изначально релиз должен был состояться в июне 2012 года, но был перенесён на октябрь, а затем и вовсе отменён ввиду стрессового состояния группы после их мирового тура. 18 февраля 2013 года в интервью для Billboard Сиэл рассказала, что камбэк назначен на апрель, но концепт и сингл ещё не выбраны.

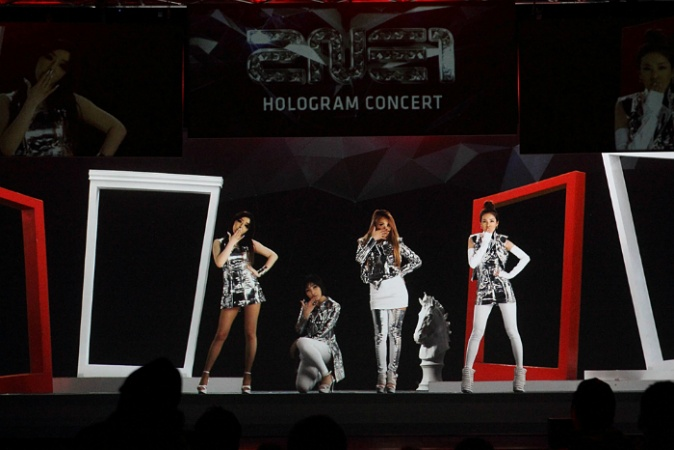
2NE1 на концерте с голограммой, 2013 г.

14 марта была выпущена полная версия сингла «Take the World On», записанного при участии Will.i.am. 21 марта Сиэл в интервью для Elle подтвердила, что группа не планирует выпуск американского альбома, но хочет выпускать больше песен на английском языке. 16 апреля была выпущена коллаборация 2NE1 с will.i.am и Apl.de.ap под названием «Gettin’ Dumb».
8 июля был выпущен цифровой сингл «Falling in Love», ставший девятым № 1 в карьере группы. 7 августа был выпущен ещё один цифровой сингл «Do You Love Me». Третий цифровой сингл «Missing You» был выпущен 21 ноября. Песня стала десятым № 1 в Gaon Singles Chart.
В феврале 2014 года YG-Life анонсировали новый студийный альбом группы Crush, и датой релиза было назначено 26 февраля. Главные синглы «Come Back Home» и «Happy» были выпущены 2 марта. «Come Back Home» стала № 1 в чарте Gaon и держалась на вершине 2 недели. Третий сингл «Gotta Be You» был выпущен 20 мая вместе с видеоклипом. За 4 дня в Америке было продано свыше 5 тысяч копий нового альбома, за что он попал на 61 место главного альбомного чарта США Billboard 200, установив новый рекорд как самый продаваемый k-pop альбом среди корейских групп (в октябре 2016 года BTS побили данный рекорд, попав на 26 место). 26 июня была выпущена японская версия Crush, занявшая первое место в дневном чарте Oricon. 2NE1 также проводили концертный тур AON: All or Nothing. Шоу состоялись в Китае, Сингапуре, Тайване, Таиланде, Филиппинах, Японии, Малайзии и Индонезии. С марта по октябрь они дали 12 концертов в 16 различных городах. Посещаемость со всех концертов составила 180 тысяч человек.
11 декабря сингл «I Am the Best» был выпущен в США под лейблом Capitol Records. 18 декабря «Gotta Be You» стала «Песней Года» по версии MTV Iggy. В конце 2014 года группа продолжала получать успех и признание в Корее и США. Crush стал единственным альбомом азиатских артистов, попавшим в список «Топ-40 лучших альбомов 2014 года» по версии Fuse и названным самым лучшим корейским альбомом по версии Billboard. В Корее общие прослушивания всех песен с нового альбома преодолели отметку в 5,2 миллиона, сделав 2NE1 самой скачиваемой женской группой года. На SBS Gayo Daejeon они одержали победу в номинациях «Лучшая женская группа» и «Артист топ-10».

### 2015: Перерыв и сольная деятельность
В 2015 году каждая участница занималась своей сольной карьерой. С начала года Дара возобновила свою актёрскую карьеру ролями в дорамах «Мы расстаемся» (англ. We Broke Up) и «Скучаю по тебе» (англ. Missing You). Минджи открыла свою танцевальную школу. Сиэл сфокусировалась на своей сольной карьере в Америке и выпустила сингл «HELLO BI+CHES» с её будущего мини-альбома Lifted.
Единственной групповой деятельностью группы стало выступление на Mnet Asian Music Awards в Гонконге. После исполнения Сиэл сольных синглов «The Baddest Female» и «HELLO BI+CHES» к ней присоединились остальные участницы для «Fire» и «I’m the Best». Американский телеканал Fuse внёс его в список лучших выступлений года.

### 2016−17: Уход Минджи, расформирование и последний сингл
5 апреля 2016 года YG Entertainment сообщили о том, что Минджи не стала продлевать контракт с агентством и покинула группу; 2NE1 должны были продолжить карьеру в качестве трио. 25 ноября было анонсировано, что группа официально расформирована, Сиэл и Дара продлили контракты для сольной деятельности, а Бом покинула компанию.
21 января 2017 года состоялся релиз прощального сингла «Goodbye», написанного Сиэл как письмо для Минджи. Песня дебютировала с вершины Billboard World Digital Songs.

### 2022—настоящее время: Выступление на Коачелле и воссоединение
16 апреля 2022 года 2NE1 впервые за 6 лет воссоединились на сцене музыкального фестиваля Коачелла. В интервью для Billboard Сиэл рассказала, что возможность совместного выступления обсуждалась на протяжении двух месяцев, и сначала в течение двух недель группа репетировала в Корее, а потом прилетела для репетиций в США. 22 июля 2024 года Ян Хён Сок подтвердил, что осенью группа даст концерты в Корее и Японии, а в 2025 году продолжит гастроли по всему миру.

## Участницы

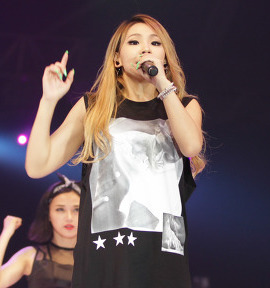
CL
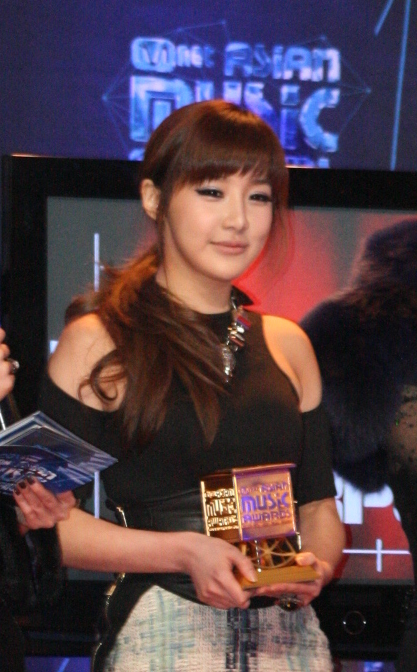
Пак Бом
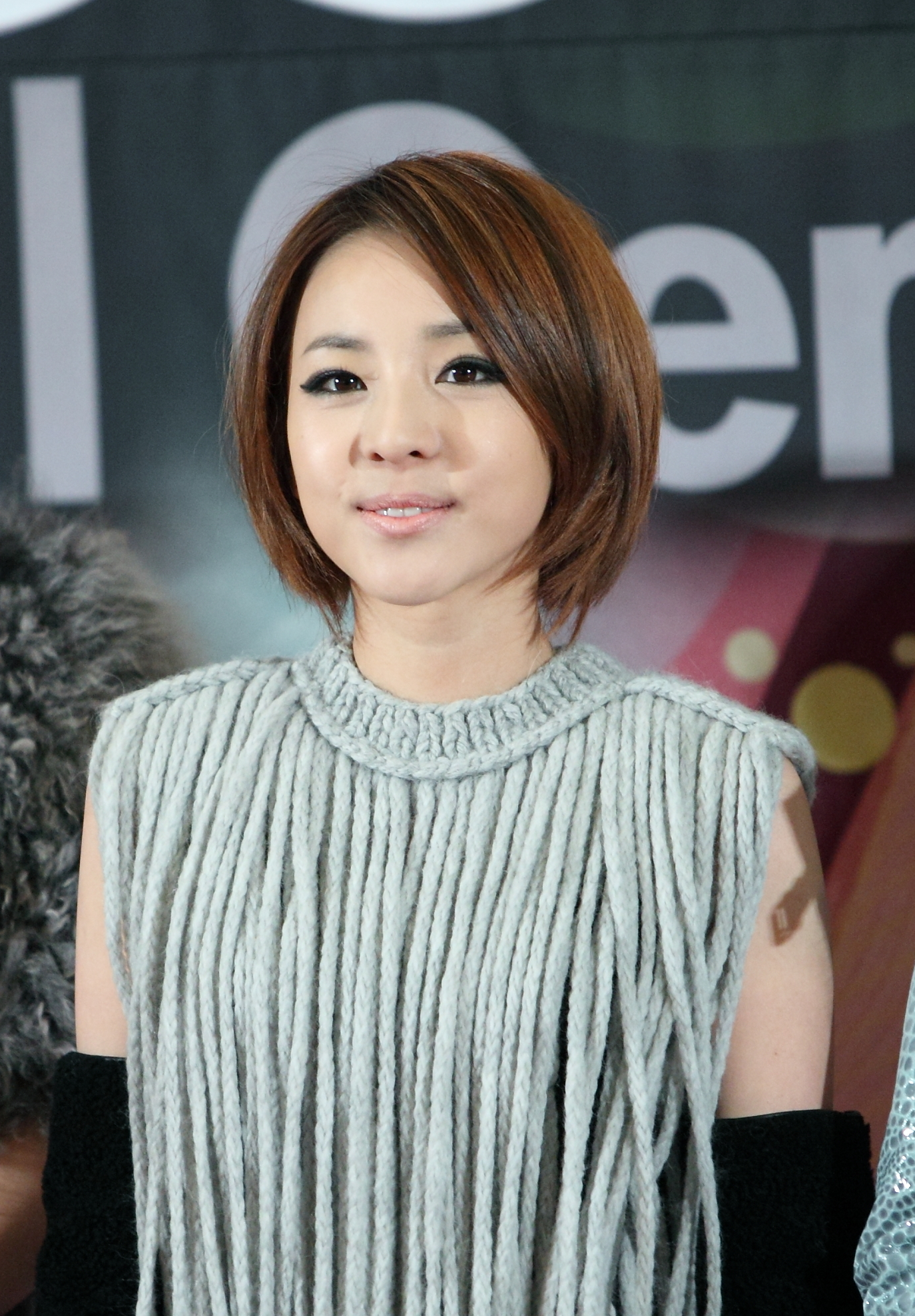
Дара
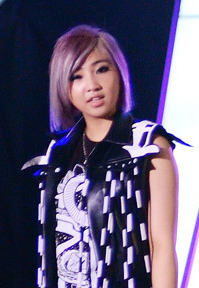
Минджи

| Сценический псевдоним | Сценический псевдоним | Настоящее имя | Настоящее имя | Дата рождения | Позиция в группе                                              |
| Основной              | Другой                | На русском    | Хангыль       | Дата рождения | Позиция в группе                                              |
| --------------------- | --------------------- | ------------- | ------------- | ------------- | ------------------------------------------------------------- |
| CL                    | CL                    | Ли Чхэ Рин    | 이채린        | 26.02.1991    | Лидер, главный рэпер, вокалистка, ведущий танцор, лицо группы |
| Бом                   | Park Bom              | Пак Бом       | 박봄이        | 24.03.1984    | Главная вокалистка, маднэ                                     |
| Дара                  | Dara                  | Пак Сан Дара  | 박산다라      | 12.11.1984    | Ведущая вокалистка, вижуал                                    |
| Минджи                | Minzy                 | Гон Мин Джи   | 공민지        | 18.01.1994    | Главный танцор, вокалистка, ведущий рэпер, макнэ              |

## Дискография
Студийные альбомы
| Название                                                                                            | Информация                                                                                      | Чарты | Чарты | Чарты | Чарты    | Чарты | Продажи                                |
| Название                                                                                            | Информация                                                                                      | KOR   | JPN   | TWN   | US World | US    | Продажи                                |
| Корея                                                                                               | Корея                                                                                           | Корея | Корея | Корея | Корея    | Корея | Корея                                  |
| --------------------------------------------------------------------------------------------------- | ----------------------------------------------------------------------------------------------- | ----- | ----- | ----- | -------- | ----- | -------------------------------------- |
| To Anyone                                                                                           | - Издан: 9 сентября 2010 - Лейбл: YG Entertainment - Формат: CD, цифровая дистрибуция           | 1     | 27    | 16    | 7        | —     | - KOR: 159 446 - JPN: 17 000           |
| Crush                                                                                               | - Издан: 26 февраля 2014 - Label: YG Entertainment, KT Music - Формат: CD, цифровая дистрибуция | 2     | 36    | 9     | 2        | 61    | - KOR: 64,190 - JPN: 7,000 - US: 5,000 |
| Япония                                                                                              |                                                                                                 |       |       |       |          |       |                                        |
| Collection                                                                                          | - Released: 28 марта 2012 - Лейбл: YGEX - Формат: CD, цифровая дистрибуция                      | —     | 5     | —     | —        | —     | - JPN: 42 300                          |
| Crush (Японское издание)                                                                            | - Издан: 25 июня 2014 - Лейбл: YGEX - Format: CD, CD/DVD, 2CD/DVD, цифровая дистрибуция         | —     | 4     | —     | —        | —     | - JPN: 28 336                          |
| «—» обозначает, что релиз не вошёл в чарт. *Данные о продажак в Японии взяты из базы данных Oricon. |                                                                                                 |       |       |       |          |       |                                        |

Мини-альбомы
| Название                                   | Информация                                                                                     | Чарты | Чарты | Чарты | Чарты   | Чарты    | Продажи                      |
| Название                                   | Информация                                                                                     | KOR   | JPN   | TWN   | US Heat | US World | Продажи                      |
| Корея                                      | Корея                                                                                          | Корея | Корея | Корея | Корея   | Корея    | Корея                        |
| ------------------------------------------ | ---------------------------------------------------------------------------------------------- | ----- | ----- | ----- | ------- | -------- | ---------------------------- |
| 2NE1                                       | - Издан: 8 июля 2009 - Лейбл: YG Entertainment, Rhythm Zone - Формат: CD, цифровая дистрибуция | 1     | 24    | 10    | —       | —        | - KOR: 170 625 - JPN: 17 200 |
| 2NE1                                       | - Издан: 28 июля 2011 - Лейбл: YG Entertainment - Формат: CD, цифровая дистрибуция             | 1     | 26    | 12    | 34      | 4        | - KOR: 108 836 - JPN: 95 600 |
| Япония                                     |                                                                                                |       |       |       |         |          |                              |
| Nolza                                      | - Издан: 21 сентября 2011 - Лейбл: YGEX - Формат: CD, цифровая дистрибуция                     | —     | 1     | —     | —       | —        | - JPN: 50 000                |
| «—» обозначает, что релиз не вошёл в чарт. |                                                                                                |       |       |       |         |          |                              |

## Видеография
Видеоклипы
| Название                         | Официальное видео на YouTube                                        | Примечание                             |
| -------------------------------- | ------------------------------------------------------------------- | -------------------------------------- |
| «Lollipop» (feat. Big Bang)      | смотреть Архивная копия от 19 января 2017 на Wayback Machine        | «Lollipop» (корейский сингл)           |
| «FIRE» (Street Ver.)             | смотреть Архивная копия от 2 ноября 2020 на Wayback Machine         | «FIRE» (корейский сингл)               |
| «FIRE» (Space Ver.)              | смотреть Архивная копия от 5 сентября 2017 на Wayback Machine       | «FIRE» (корейский сингл)               |
| «I Don’t Care»                   | смотреть Архивная копия от 11 мая 2017 на Wayback Machine           | «I Don’t Care» (корейский сингл)       |
| «KISS» (DARA)                    | смотреть Архивная копия от 28 ноября 2020 на Wayback Machine        | DARA «KISS» (корейский сингл)          |
| «YOU & I» (BOM)                  | смотреть Архивная копия от 2 января 2021 на Wayback Machine         | BOM «YOU & I» (корейский сингл)        |
| «FOLLOW ME»                      | смотреть Архивная копия от 9 мая 2017 на Wayback Machine            | «Try to Follow Me» (корейский сингл)   |
| «It Hurts»                       | смотреть Архивная копия от 24 января 2011 на Wayback Machine        | «To Anyone» (корейский альбом)         |
| «GO AWAY»                        | смотреть Архивная копия от 12 декабря 2020 на Wayback Machine       | «To Anyone» (корейский альбом)         |
| «CAN’T NOBODY»                   | смотреть Архивная копия от 2 января 2021 на Wayback Machine         | «To Anyone» (корейский альбом)         |
| «Don’t Stop The Music»           | смотреть Архивная копия от 29 марта 2011 на Wayback Machine         | Тема рекламы Yamaha Fiore              |
| «CAN’T NOBODY» (English Ver.)    | смотреть Архивная копия от 14 апреля 2011 на Wayback Machine        |                                        |
| «DON’T CRY» (PARK BOM)           | смотреть Архивная копия от 2 января 2021 на Wayback Machine         | PARK BOM «DON’T CRY» (корейский сингл) |
| «LONELY»                         | смотреть Архивная копия от 12 января 2021 на Wayback Machine        | «LONELY» (корейский сингл)             |
| «I AM THE BEST»                  | смотреть Архивная копия от 19 января 2021 на Wayback Machine        | «I AM THE BEST» (корейский сингл)      |
| «HATE YOU»                       | смотреть Архивная копия от 2 января 2021 на Wayback Machine         | «HATE YOU» (корейский сингл)           |
| «UGLY»                           | смотреть Архивная копия от 1 ноября 2020 на Wayback Machine         |                                        |
| «HATE YOU» (Japanese Ver.)       | смотреть Архивная копия от 5 апреля 2018 на Wayback Machine         | «HATE YOU» (японский сингл)            |
| «I AM THE BEST» (Japanese Ver.)  | смотреть Архивная копия от 21 июня 2017 на Wayback Machine          | «I AM THE BEST» (японский сингл)       |
| «UGLY» (Japanese Ver.)           | смотреть Архивная копия от 14 апреля 2017 на Wayback Machine        | «UGLY» (японский сингл)                |
| «GO AWAY» (Japanese Ver.)        | смотреть превью Архивная копия от 10 апреля 2017 на Wayback Machine |                                        |
| «I LOVE YOU»                     | смотреть Архивная копия от 21 января 2021 на Wayback Machine        |                                        |
| «FALLING IN LOVE»                | смотреть Архивная копия от 22 ноября 2020 на Wayback Machine        |                                        |
| «DO YOU LOVE ME»                 | смотреть Архивная копия от 18 ноября 2020 на Wayback Machine        |                                        |
| «MISSING YOU»                    | смотреть Архивная копия от 17 ноября 2020 на Wayback Machine        |                                        |
| «COME BACK HOME»                 | смотреть Архивная копия от 24 января 2021 на Wayback Machine        |                                        |
| «HAPPY»                          | смотреть Архивная копия от 7 января 2021 на Wayback Machine         |                                        |
| «CRUSH (Japanese Ver.)»          | смотреть Архивная копия от 26 января 2018 на Wayback Machine        |                                        |
| «COME BACK HOME (Japanese Ver.)» | смотреть Архивная копия от 20 февраля 2019 на Wayback Machine       |                                        |
| «DO YOU LOVE ME (Japanese Ver.)» | смотреть Архивная копия от 20 февраля 2019 на Wayback Machine       |                                        |
| «MISSING YOU (Japanese Ver.)»    | смотреть Архивная копия от 20 февраля 2019 на Wayback Machine       |                                        |
| «GOTTA BE YOU (Japanese Ver.)»   | смотреть Архивная копия от 20 февраля 2019 на Wayback Machine       |                                        |